# Separação de variáveis
Em matemática, separação de variáveis é qualquer um dos diversos métodos para resolução de equações diferenciais ordinárias e parciais, no qual a álgebra permite reescrever uma equação de tal modo que cada uma das duas variáveis aparecem em lados diferentes da equação.

## Equação diferencial ordinária (EDO)
Suponha que uma equação diferencial possa ser escrita na forma
{\displaystyle {\frac {d}{dx}}f(x)=g(x)h(f(x)),\qquad \qquad (1)}
que possa ser simplificada considerando {\displaystyle y=f(x)}:
{\displaystyle {\frac {dy}{dx}}=g(x)h(y)\qquad \qquad (1).}
No caso de h(y) ≠ 0, podemos rearranjar os termos para obter:
{\displaystyle {dy \over h(y)}={g(x)dx},}
no qual as duas variáveis x e y estão separadas.

## Software
Xcas: split((x+1)*(y-2),[x,y]) = [x+1,y-2]